# ラクソール男爵

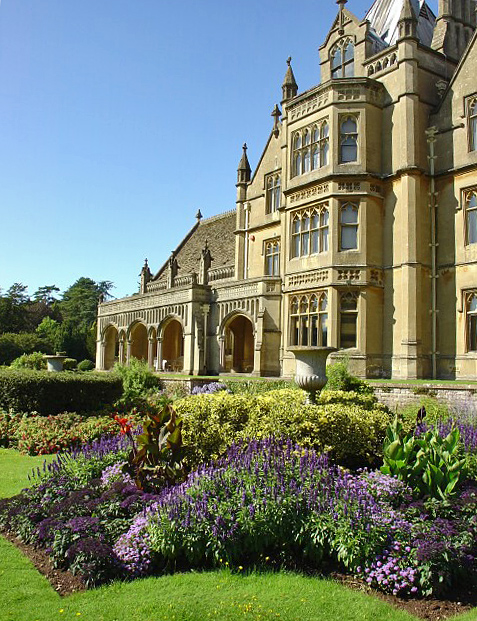
ギブズ家の元邸宅であるティンツフィールド

デヴォン州クリスト・セント・ジョージのラクソール男爵（英: Baron Wraxall, of Clyst St George in the County of Devon）は、連合王国貴族の爵位の1つである。1928年に保守党の政治家だったジョージ・ギブズ（英: George Gibbs）にラクソール男爵位が与えられて創設された。現在この爵位は、第4代男爵であるアントニー・ギブズ（英: Antony Gibbs）が保有している。現男爵は、父である第3代男爵ユースタス・ギブズ（英: Eustace Gibbs）の死に伴い、2017年に爵位を継承した。
ラクソール男爵家は、オールデナム男爵家や、ハンスドンのハンスドン男爵家と親戚関係にある。初代男爵の祖父ウィリアム・ギブズは、ハックス・ギブズ (初代オールデナム男爵)の父、ジョージ・ヘンリー・ギブズ（英: George Henry Gibbs）の弟に当たる。またハックス・ギブズは、初代ハンスドンのハンスドン男爵（第2期）、ハーバート・ギブズ（英: Herbert Gibbs, 1st Baron Hunsdon of Hunsdon）の四男である。
サマセット州ラクソールにあるティンツフィールドは、かつてギブズ家の邸宅であった。

## ラクソール男爵（1928年創設）
- 初代：ジョージ・エイブラハム・ギブズ（英: George Abraham Gibbs, 1st Baron Wraxall、1873年 - 1931年）
- 第2代：ジョージ・リチャード・ロウリー・ギブズ（英: (George) Richard Lawley Gibbs, 2nd Baron Wraxall、1928年 - 2001年）
- 第3代：ユースタス・ヒューバート・バイルビー・ギブズ（英: Eustace Hubert Beilby Gibbs, 3rd Baron Wraxall、1929年 - 2017年）
- 第4代：アントニー・ヒューバート・ギブズ（英: Antony Hubert Gibbs, 4th Baron Wraxall、1958年 - ）

現在の法定推定相続人は当代男爵・アントニーの息子、オーランド・ヒューバート・ギブズ（英: Orlando Hubert Gibbs、1995年 - ）である。

## ジョージ・ギブズ（初代ラクソール男爵）
初代ラクソール男爵ジョージ・エイブラハム・ギブズ（英: George Abraham Gibbs, 1st Baron Wraxall, PC、1873年7月6日 - 1931年10月28日）は、英国・保守党の政治家である。
イートン・カレッジを経てオックスフォード大学のクライスト・チャーチに進んだジョージは、アントニー・ギブズ少佐（英: Major Antony Gibbs）とジャネット・ルイーザ・メリヴェイル（英: Janet Louisa Merivale）の間に生まれた7人きょうだいで1番上の息子だった。母方の祖父はジョン・ルイス・メリヴェイル（英: John Louis Merivale）である。父方の祖父であるウィリアム・ギブズと、その父（ジョージの曾祖父）アントニー・ギブズは、貿易会社アントニー・ギブズ&サンズの共同設立者、貿易商、銀行家であった。
1906年、ジョージはマイケル・ヒックス・ビーチの後を引き継いでブリストル西選挙区 (Bristol West) 選出の庶民院議員となり、1928年まで同職を勤め上げた。彼は義理の父親で植民地大臣だったウォルター・ロング (初代ロング子爵)の議会担当秘書官を務め、1917年から1921年にかけては、デビッド・ロイド・ジョージによる連合内閣で、政府の院内幹事の任に当たった。1921年には王室会計局長官に任じられ、アンドルー・ボナー・ロー、スタンリー・ボールドウィン両首相の下で、1924年の中断期を挟み、1928年まで2期の任を果たしている。1923年には枢密院の枢密顧問官に就任した。1928年、王室会計局長官などでの貢献があったことからジョージに対して爵位が与えられ、デヴォン州クリスト・セント・ジョージのラクソール男爵（英: Baron Wraxall, of Clyst St George in the County of Devon）として連合王国貴族の仲間入りを果たした。ジョージはノース・サマセット義勇農騎兵団 (North Somerset Yeomanry) で大佐として働いたほか、1911年にはサマセットの副統監に就任している。

### 家族
ジョージは2度結婚している。最初の妻はヴィクトリア・フローレンス・デ・バーグ・ロング（英: Victoria Florence de Burgh Long）で、ウォルター・ロング (初代ロング子爵)の娘だった。2人の間には、娘1人と息子2人が生まれたが、2人の息子はいずれも夭逝した。ヴィクトリアは2人の娘であるドリーン・アルビニア (Doreen Albinia) が6歳の1920年に病死し、ジョージは8年後に2度目の結婚をしている。2番目の妻はアーシュラ・メアリー・ロウリー（英: Hon. Ursula Mary Lawley）で、彼女は後の第6代ウェンロック伯爵・アーサー・ロウリーの娘だった。2人の間には息子が2人産まれ、それぞれ第2代・第3代ラクソール男爵となっている。
ジョージは肺炎がもとで、1931年10月に58歳で亡くなった。第2代ラクソール男爵は、後妻アーシュラとの間に生まれた長男、ジョージ・リチャード・ロウリー・ギブズが継いだ。
| グレートブリテンおよびアイルランド連合王国議会   | グレートブリテンおよびアイルランド連合王国議会               | グレートブリテンおよびアイルランド連合王国議会 |
| ------------------------------------------------ | ------------------------------------------------------------ | ---------------------------------------------- |
| 先代 マイケル・ヒックス・ビーチ                  | ブリストル西選挙区 (Bristol West) 選出の庶民院議員 1906–1922 | 次代 南アイルランド離脱                        |
| グレートブリテンおよび北アイルランド連合王国議会 |                                                              |                                                |
| 先代 南アイルランド離脱                          | ブリストル西選挙区 (Bristol West) 選出の庶民院議員 1922–1928 | 次代 シリル・トーマス・カルヴァーウェル        |
| 公職                                             |                                                              |                                                |
| 先代 ボルトン・エアズ＝モンゼル                  | 王室会計局長官 1921–1924                                     | 次代 トーマス・グリフィス                      |
| 先代 トーマス・グリフィス                        | 王室会計局長官 1924–1928                                     | 次代 ジョージ・ヘネシー                        |
| イギリスの爵位                                   |                                                              |                                                |
| 爵位創設                                         | ラクソール男爵 1928–1931                                     | 次代 ジョージ・リチャード・ロウリー・ギブズ    |

## リチャード・ギブズ（第2代ラクソール男爵）
第2代ラクソール男爵ジョージ・リチャード・ロウリー・ギブズ（英: George Richard Lawley Gibbs, 2nd Baron Wraxall、1928年5月16日 - 2001年7月19日）は、英国の貴族である。普段はリチャードと呼ばれていた。
リチャードは、1931年10月28日に、わずか3歳で父のラクソール男爵位を継承した。母は先述のアーシュラ・メアリー・ロウリーであり、リチャードの名付け親は当時の王妃メアリー・オブ・テックが務めた。またイートン・カレッジに進んだ後は、サンドハースト王立陸軍士官学校を経てコールドストリームガーズ (The Coldstream Guards) に仕官し、8年間北アフリカで任務に当たった。さらに地元の義勇農騎兵団の任務も務めている。
1988年には邸宅のティンツフィールドで誘拐に遭い、自身の保有するBMWのトランクに7時間余り閉じ込められた。『タイムズ』紙によると、リチャード自身は「やれやれ、思っていたよりもトランクには空間があったよ」("Good grief, there's more room in the back than I ever thought") と漏らしたという。誘拐犯たちはリチャードと庭園で出くわし、1人が彼の頭を板で殴りつけ、全員で彼の金庫と家の鍵を求めた。しかし防犯アラームが作動して誘拐犯たちはパニックに陥り、リチャードを車のトランクに入れて2マイル (3.2 km)ほど離れた森林に車を乗り捨てたという。その後誘拐犯たちはリチャードの財布とクレジットカードを盗んでいった。
リチャードは未婚のまま、2001年7月に73歳で亡くなった。邸宅に1人でいたところに、喘息発作を起こして亡くなったと考えられている。男爵位は弟のユースタスが継いだ。
またリチャードの死を受けて、ギブズ家の邸宅だったティンツフィールドは、ナショナル・トラストへ売却されている。
| イギリスの爵位                      | イギリスの爵位                         | イギリスの爵位                                    |
| ----------------------------------- | -------------------------------------- | ------------------------------------------------- |
| 先代 ジョージ・エイブラハム・ギブズ | ラクソール男爵 Baron Wraxall 1931–2001 | 次代 ユースタス・ヒューバート・バイルビー・ギブズ |

## ユースタス・ギブズ（第3代ラクソール男爵）
第3代ラクソール男爵ユースタス・ヒューバート・バイルビー・ギブズ（英: Eustace Hubert Beilby Gibbs, 3rd Baron Wraxall, KCVO CMG、1929年7月3日 - 2017年5月17日）は、英国の元外交官である。2001年7月19日に、兄で先代のラクソール男爵、リチャードの死を受けて第3代ラクソール男爵となった。父と同じくイートン・カレッジからオックスフォード大学のクライスト・チャーチに進んでいる。
ユースタスは、1982年から1986年にかけて外交団副式部官を務めた。またバンコクやリオ・デ・ジャネイロ・ウィーン・カラカスなど、外交団として世界各地に赴任している。2017年5月17日に亡くなり、爵位は息子のアントニー・ヒューバートが継承した。
| イギリスの爵位                              | イギリスの爵位                         | イギリスの爵位                        |
| ------------------------------------------- | -------------------------------------- | ------------------------------------- |
| 先代 ジョージ・リチャード・ロウリー・ギブズ | ラクソール男爵 Baron Wraxall 2001–2017 | 次代 アントニー・ヒューバート・ギブズ |